# Pipistrellus stenopterus
Pipistrellus stenopterus (Dobson, 1875) è un pipistrello della famiglia dei Vespertilionidi diffuso nell'Ecozona orientale.

## Descrizione

### Dimensioni
Pipistrello di piccole dimensioni, con la lunghezza totale tra 92 e 110 mm, la lunghezza dell'avambraccio tra 37 e 42 mm, la lunghezza della coda tra 55 e 57 mm, la lunghezza del piede di 11 mm, la lunghezza delle orecchie tra 13 e 16 mm e un peso fino a 22 g.

### Aspetto
La pelliccia è molto corta. Il colore generale del corpo è marrone scuro. Il muso è largo ed appiattito, con due grosse masse ghiandolari sui lati. Le orecchie sono corte, triangolari e ben separate tra loro. Il trago è corto, largo all'estremità e con un lobo triangolare alla base posteriore. Le membrane alari sono relativamente più strette, marroni scure o nerastre e sono attaccate posteriormente sulle caviglie. La punta della lunga coda si estende leggermente oltre l'ampio uropatagio.

## Biologia

### Comportamento
Si rifugia in colonie numerose nelle cavità degli alberi e sotto i tetti delle case, spesso insieme a Scotophilus kuhlii.

### Alimentazione
Si nutre di insetti catturati su spazi aperti, sopra specchi d'acqua e intorno a fabbricati.

## Distribuzione e habitat
Questa specie è diffusa nell'estrema parte meridionale della Thailandia peninsulare, nella Penisola malese, Sumatra, Borneo e sull'isola filippina di Mindanao.
Vive nelle piantagioni e foreste fino a 1.200 metri di altitudine.

## Conservazione
La IUCN Red List, considerato il vasto areale, la presenza in diverse aree protette e la tolleranza alle modifiche ambientali, classifica P.stenopterus come specie a rischio minimo (Least Concern)).